# Костёл Святого Лаврентия (Калналис)
Костёл Святого Лаврентия — римско-католический храм, относящийся к Тельшяйской епархии, в деревне Калналис, расположенной на правом берегу реки Салантас. В 1997 году костёл и колокольня признаны охраняемыми государством объектами культурного наследия; код комплекса в Регистре культурных ценностей Литовской Республики 1453; код самого храма — 23599, колокольни — 23600.

## История
Деревня, опоясанная долинами рек Салантас и Кулупис, сформировалась в конце XVIII века, когда стараниями владельца Грушлаукесского имения князя Анджея Игнацы Огинского в 1777 году здесь был построен костёл Святого Лаврентия. Храм сохраняет культурное значение не только в силу своей важной роли в жизни местной общины, но и потому, что в нём в 1801 году был крещён будущий епископ Мотеюс Валанчюс.
Летом 1882 года в храм ударила молния и он сгорел, но вскоре на его месте построили новый храм, освящённый в 1883 году и сохранившийся до наших дней. Колокольня сооружена в 1884 году. 

## Галерея

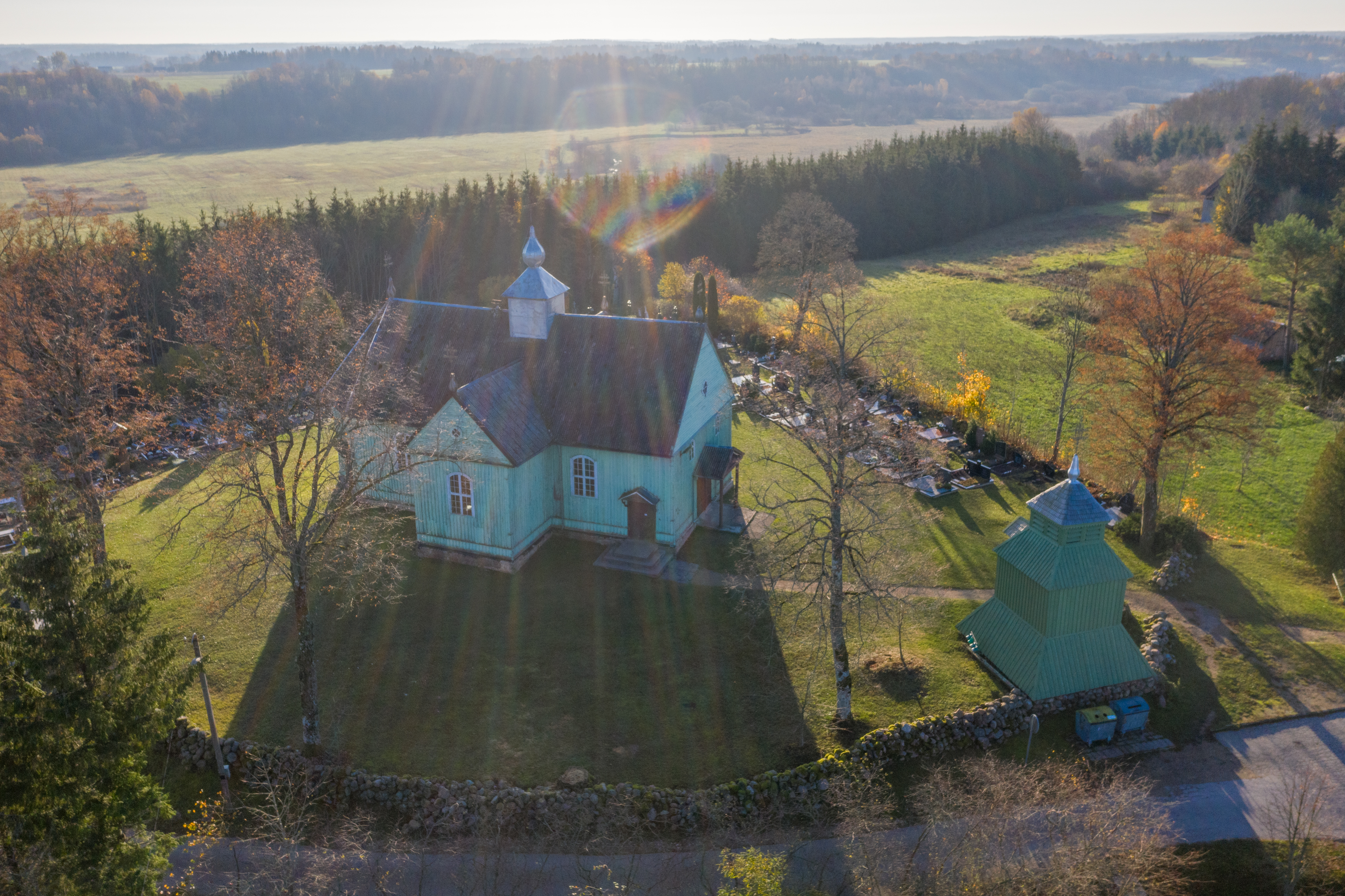
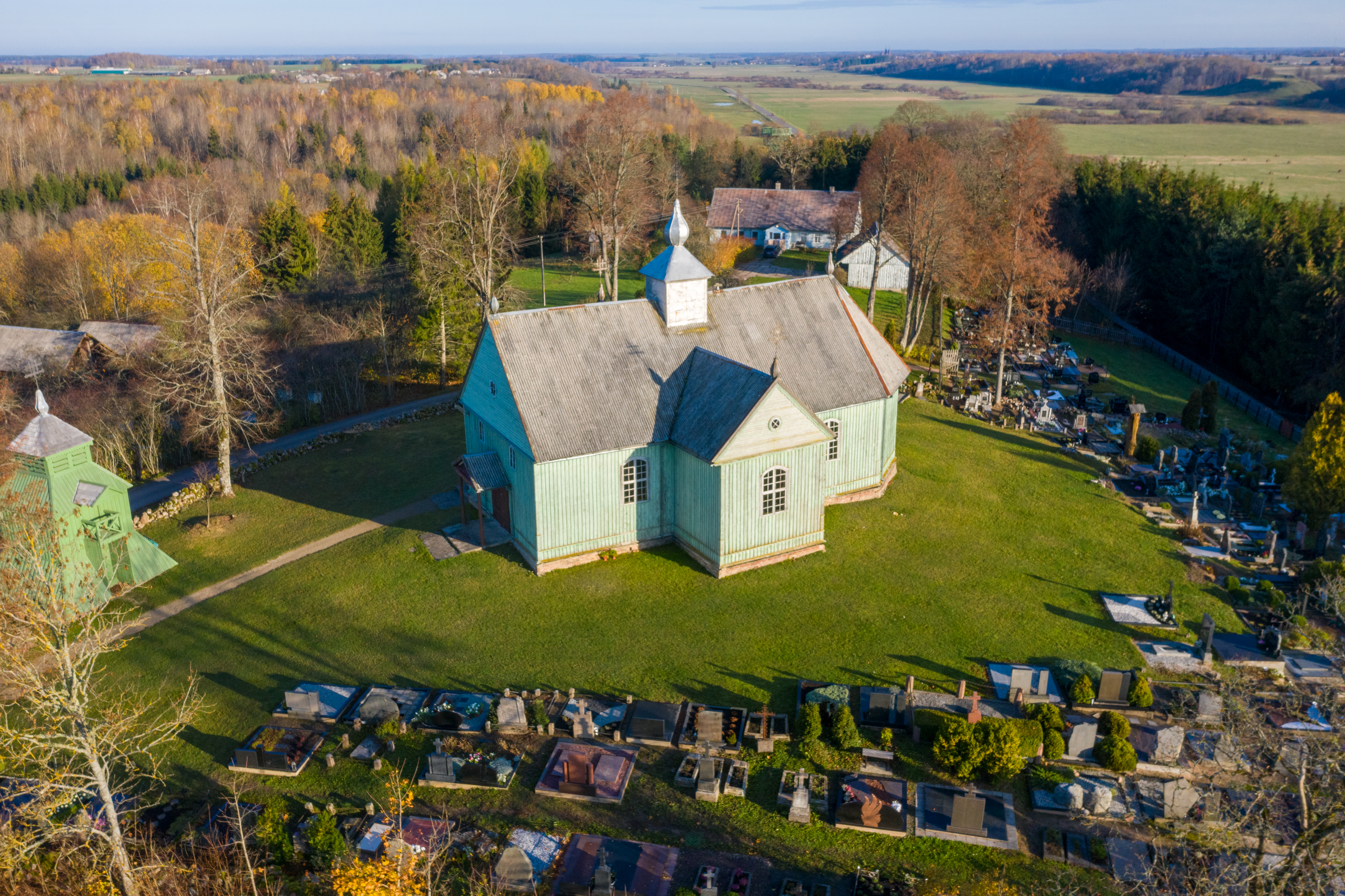
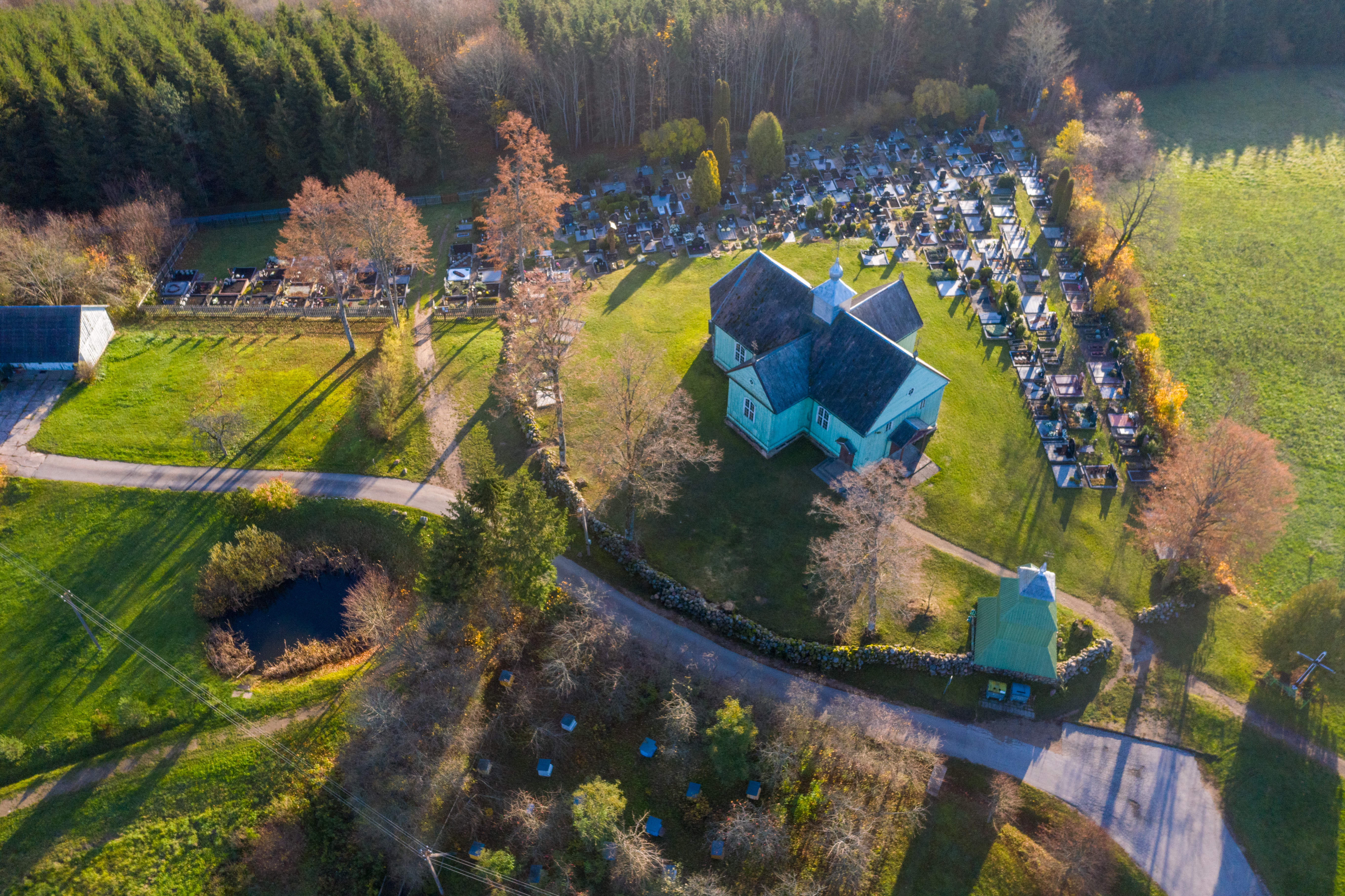
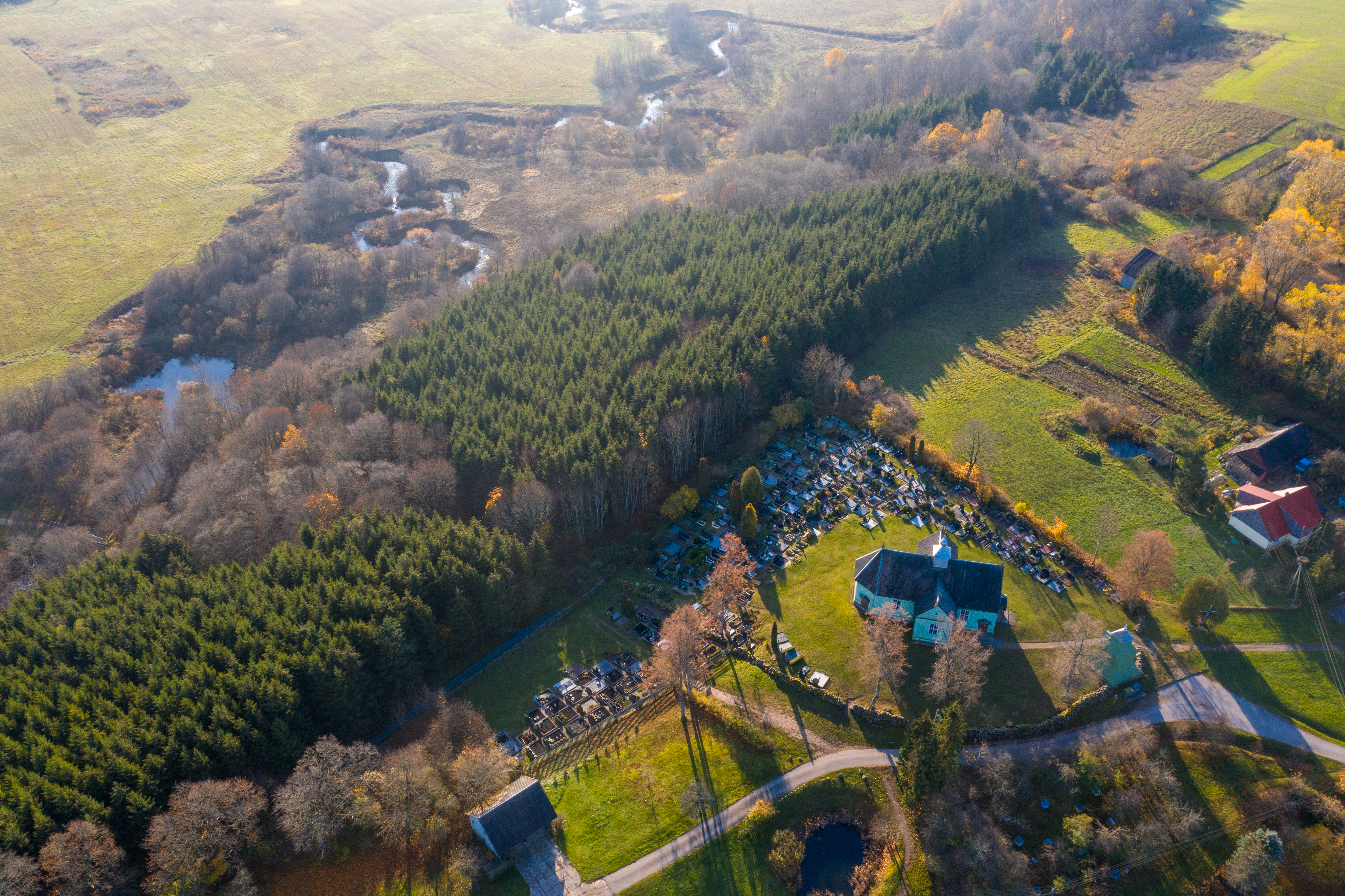
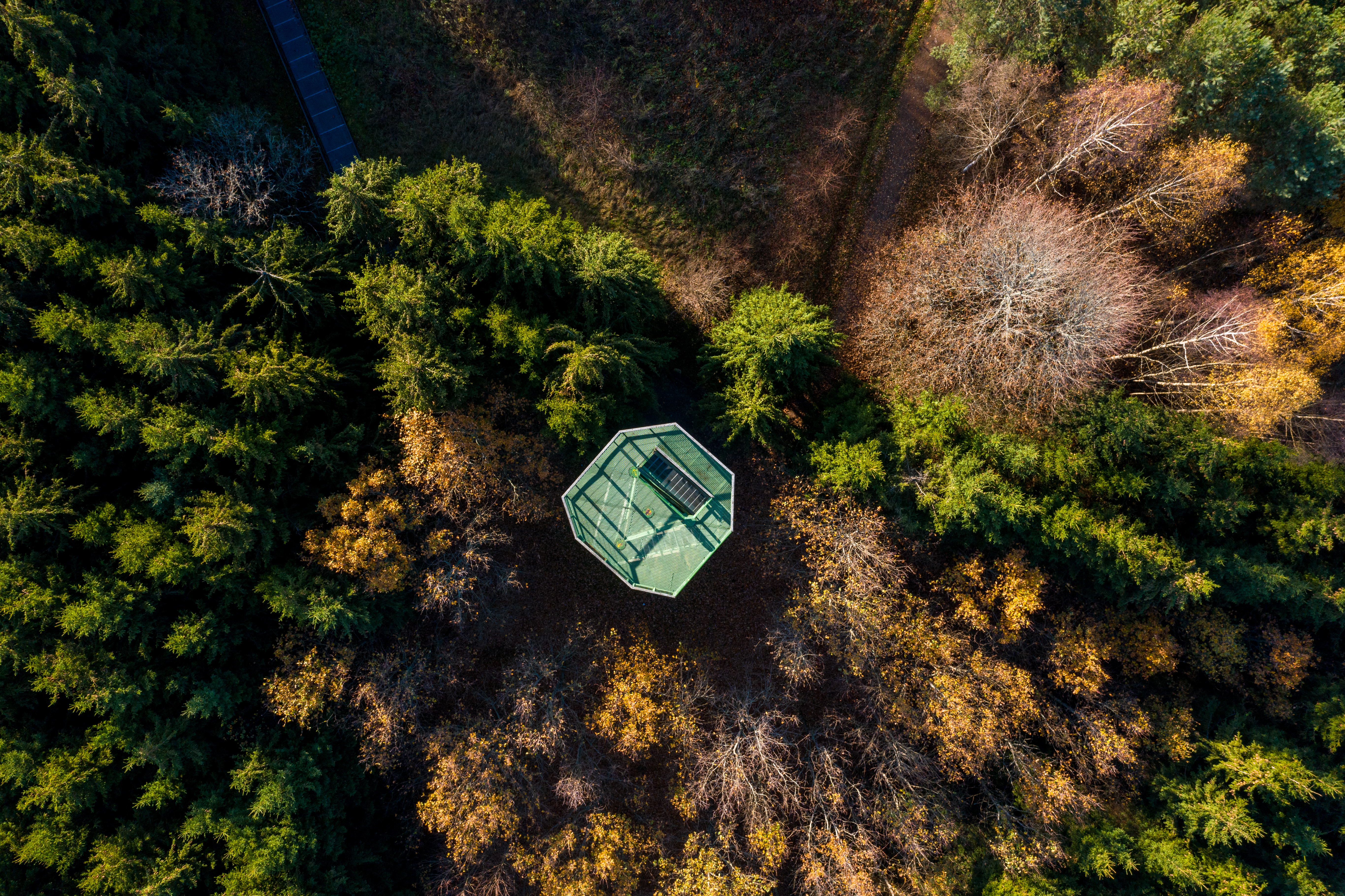

## Архитектура
Храм деревянный, крестообразного плана, однобашенный с четырьмя боковыми башенками. На западном краю костёльного двора стоит трёхъярусная деревянная колокольня в форме четырёхугольной пирамиды. Двор с юго-западной и северо-западной сторон окружён оградой из разрозненных камней, а с юго-восточной стороны — из кладочного камня. Над костёлом и колокольней возвышаются орнаментированные ажурные кресты — памятник традиционного литовского искусства изготовления крестов (криждирбисте) XIX века.